# Brosella

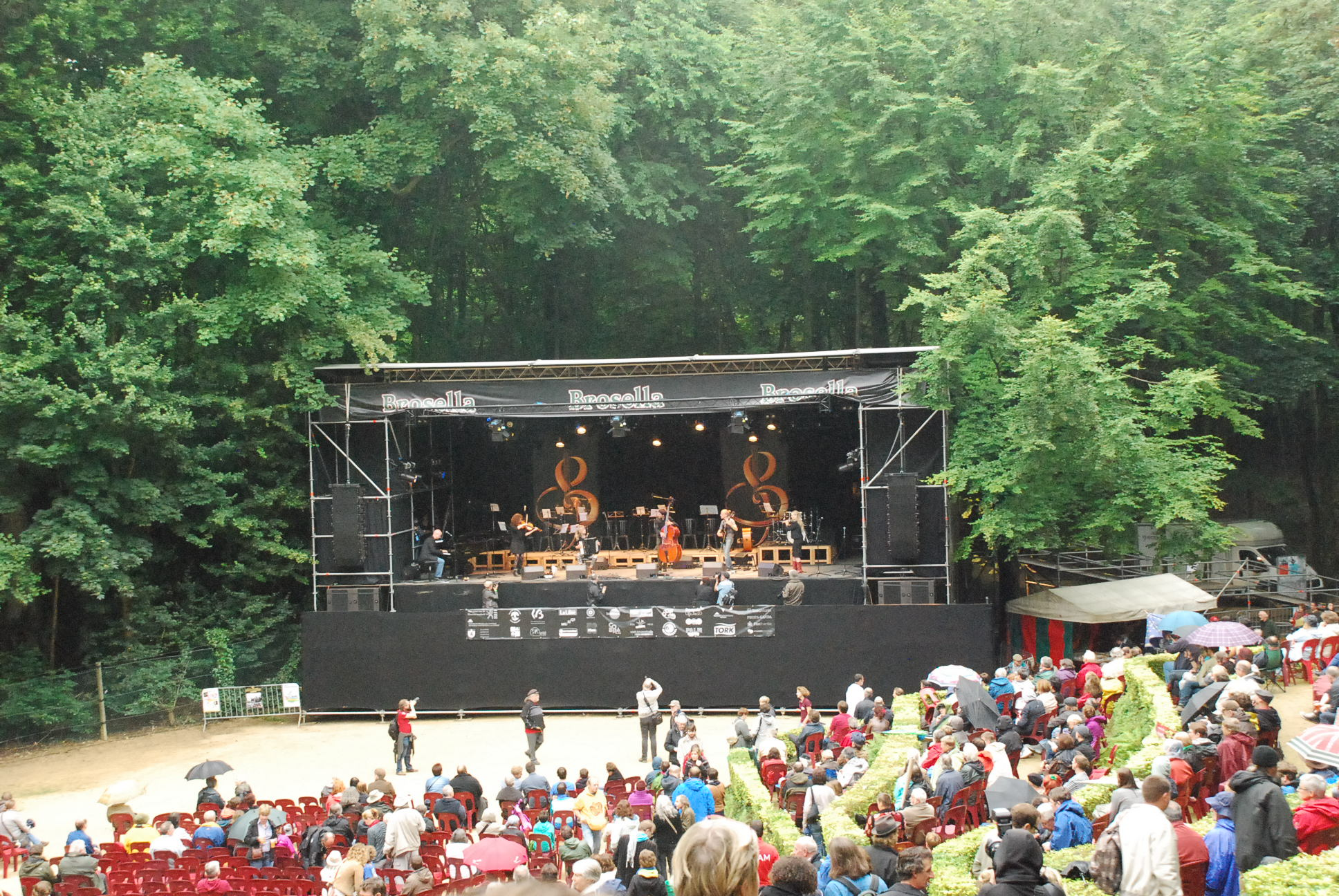
Brosella 2014.

Brosella Folk & Jazz is een internationaal muziekfestival, jaarlijks georganiseerd in het Groentheater van het Ossegempark nabij het Atomium te Brussel. Brosella is sinds 1977 gegroeid tot een grote organisatie met meerdere projecten. 

## Brosella Folk & Jazz
Dit oorspronkelijk initiatief van de Stad Brussel wordt sinds 1977 elk jaar opnieuw op het tweede weekend van juli georganiseerd in het Groentheater van het Ossegempark te Laken, dicht bij het Atomium. Het aanvankelijk doel was, om het Groentheater, dat aan het vervallen was, opnieuw in eer te herstellen. Vanaf 1981 werd er ook een dag gewijd aan jazz. De definitieve formule is snel gevonden, een dagje folk op zaterdag en een dagje jazz op zondag. Het festival is gratis en toegankelijk voor iedereen, jong en oud. Het programma biedt zowel verschillende grote namen uit de folk & jazz als de ontdekkingen van minder bekende groepen, alsook speciale projecten in samenwerking met verschillende muzikanten uit verschillende landen. Toots Thielemans aanvaardde reeds in 1986 het peterschap van het festival.

## Brosella Guitar Fair
De Guitar Fair was een beurs voor snaarinstrumenten. Deze had plaats in de Rotonde en de Cinédoc, twee zalen van de Brussels Expo, op de Heizel. Deze beurs richtte zich tot liefhebbers (bouwers en/of verzamelaars) van gitaren en andere snaarinstrumenten. Ook dit evenement vond jaarlijks plaats. Wegens het jaarlijks afnemende aantal betalende bezoekers heeft Brosella deze activiteit stopgezet.

## Djangofolllies
Het minifestival Djangofolllies herdenkt de verjaardag van de geboorte van Django Reinhardt, op 23 januari 1910. Sinds 1995 worden er elk jaar rond die datum groepen uitgenodigd om in het Cultuurcentrum Les Riches Claires  (Rijke Klarenstraat 24, Brussel) in het kader van die verjaardag op te treden. De laatste jaren lijkt de interesse voor Django te groeien en organiseert Brosella, samen met Les Riches Claires, een reeks concerten over heel België. Zo doen nu verschillende cultuurcentra mee aan dit oorspronkelijke Brosella initiatief: de Rataplan in Antwerpen, De Centrale in Gent, La Madelonne in Gouvy, het Centre Culturel de la Province de Namur. En er komen elk jaar nieuwe locaties bij.

## Palace Music Club
Brosella organiseert ook nog ongeveer tweewekelijks een gratis concert in het Crowne Plaza Brussels City Centre  op aanvraag van dit pas gerenoveerde en viersterrenhotel dat in 2008-2009 zijn honderdste verjaardag zal vieren. Ook hier komen zowel folk als jazz aan bod in allerlei variaties en stijlen, van oud tot nieuw. Philip Catherine aanvaardde van bij het eerste concert het peterschap over dit initiatief en komt er zelf jaarlijks in verscheidene combinaties een optreden verzorgen.